# Daniel Boss
Pour les articles homonymes, voir Boss (homonymie).
Daniel Boss (né le 1er novembre 1983 à Davos, en Suisse) est un joueur professionnel suisse de hockey sur glace qui évoluait en position de défenseur.

## Biographie

### Carrière en club
Formé au HC Davos, il fait ses débuts professionnels en 2002 avec l'équipe première en Ligue Nationale A (LNA), l'élite du hockey sur glace en Suisse. Deux ans plus tard, il joint le HC Sierre-Anniviers qui évolue en Ligue nationale B (LNB), le second échelon suisse. Cette saison-là, le club atteint la finale mais s'incline face au HC Bâle. Il passe les trois éditions suivantes avec le HC Olten, également en LNB, servant de renfort à Bâle, désormais en LNA, lors des fins de saisons 2006-2007 et 2007-2008. Après avoir débuté l'exercice suivant en LNB avec le Young Sprinters HC, il signe au HC Bienne de la LNA. En fin de saison, souffrant d'un concussion et de problèmes chroniques au cou, il met un terme à sa carrière de joueur.

### Carrière internationale
Il représente la Suisse lors du championnat du monde des moins de 18 ans 2001 à l'issue duquel elle remporte la médaille d'argent,.

## Statistiques
| Saison                  | Équipe                  | Ligue                   |     | Saison régulière | Saison régulière | Saison régulière | Saison régulière | Saison régulière |   | Séries éliminatoires | Séries éliminatoires | Séries éliminatoires | Séries éliminatoires | Séries éliminatoires |
| Saison                  | Équipe                  | Ligue                   | PJ  | B                | A                | Pts              | Pun              | PJ               | B | A                    | Pts                  | Pun                  |                      |                      |
| 2000-2001               | HC Davos U20            | Juniors Élites A        | 35  | 2                | 10               | 12               | 28               | 6                | 0 | 3                    | 3                    | 2                    |                      |                      |
| 2000-2001               | HC Davos U20            | Juniors Élites A        | 15  | 2                | 1                | 3                | 42               | 3                | 0 | 0                    | 0                    | 0                    |                      |                      |
| 2002-2003               | HC Davos                | LNA                     | 17  | 0                | 0                | 0                | 0                | -                | - | -                    | -                    | -                    |                      |                      |
| 2002-2003               | HC Davos U20            | Juniors Élites A        | 28  | 2                | 13               | 15               | 50               | 6                | 0 | 2                    | 2                    | 6                    |                      |                      |
| 2003-2004               | HC Davos                | LNA                     | 29  | 0                | 0                | 0                | 0                | -                | - | -                    | -                    | -                    |                      |                      |
| 2003-2004               | HC Coire                | LNB                     | 5   | 0                | 0                | 0                | 4                | -                | - | -                    | -                    | -                    |                      |                      |
| 2004-2005               | HC Sierre-Anniviers     | LNB                     | 43  | 2                | 5                | 7                | 16               | 12               | 0 | 3                    | 3                    | 0                    |                      |                      |
| 2005-2006               | HC Olten                | LNB                     | 43  | 3                | 12               | 15               | 38               | 5                | 0 | 0                    | 0                    | 2                    |                      |                      |
| 2006-2007               | HC Olten                | LNB                     | 41  | 3                | 12               | 15               | 46               | -                | - | -                    | -                    | -                    |                      |                      |
| 2006-2007               | HC Bâle                 | LNA                     | 4   | 0                | 0                | 0                | 2                | 6                | 0 | 0                    | 0                    | 0                    |                      |                      |
| 2007-2008               | HC Olten                | LNB                     | 39  | 2                | 8                | 10               | 16               | 5                | 0 | 0                    | 0                    | 2                    |                      |                      |
| 2007-2008               | HC Bâle                 | LNA                     | 1   | 0                | 0                | 0                | 0                | 4                | 0 | 0                    | 0                    | 0                    |                      |                      |
| 2008-2009               | Young Sprinters HC      | LNB                     | 15  | 0                | 1                | 1                | 34               | -                | - | -                    | -                    | -                    |                      |                      |
| 2008-2009               | HC Bienne               | LNA                     | 20  | 0                | 0                | 0                | 0                | 12               | 0 | 0                    | 0                    | 2                    |                      |                      |
| Totaux LNA              | Totaux LNA              | Totaux LNA              | 71  | 0                | 0                | 0                | 2                | 22               | 0 | 0                    | 0                    | 4                    |                      |                      |
| Totaux LNB              | Totaux LNB              | Totaux LNB              | 186 | 10               | 38               | 48               | 150              | 22               | 0 | 3                    | 3                    | 2                    |                      |                      |
| Totaux Juniors Élites A | Totaux Juniors Élites A | Totaux Juniors Élites A | 78  | 6                | 24               | 30               | 120              | 15               | 0 | 5                    | 5                    | 8                    |                      |                      |

| Année | Compétition                              |   | PJ | B | A | Pts | Pun               |  | Résultat |
| 2001  | Championnat du monde des moins de 18 ans | 7 | 0  | 0 | 0 | 0   | Médaille d'argent |  |          |